# Sino

Partes de um sino de torre típico pendurado para balançar: 1. Garfo de sino ou cabeçote, 2. cânones, 3. coroa, 4. ombro, 5. cintura, 6. arco de som, 7. lábio, 8. boca, 9. badalo, 10. linha de contas

Um sino é um instrumento de percussão idiofone diretamente tocado. A maioria dos sinos tem a forma de um copo oco que, quando tocado, vibra em um único tom forte, com seus lados formando um ressonador eficiente. O golpe pode ser feito por um "badalo" ou "úvula" interno, um martelo externo ou - em pequenos sinos - por uma pequena esfera solta dentro do corpo do sino.
Os sinos são geralmente fundidos em metal de sino (um tipo de bronze) por suas propriedades ressonantes, mas também podem ser feitos de outros materiais duros. Isso depende da função. Alguns sinos pequenos, como sinos ornamentais ou chocalhos, podem ser feitos de metal fundido ou prensado, vidro ou cerâmica, mas sinos grandes, como sinos de igreja, relógio e torre, são normalmente fundidos em metal de sino.
Muitos edifícios públicos ou institucionais abrigam sinos, mais comumente como sinos de relógio para soar as horas e os quartos.
Historicamente, os sinos têm sido associados a ritos religiosos e ainda são usados para reunir comunidades para serviços religiosos. Mais tarde, os sinos foram feitos para comemorar eventos ou pessoas importantes e foram associados aos conceitos de paz e liberdade. O estudo dos sinos é chamado de campanologia.

## História

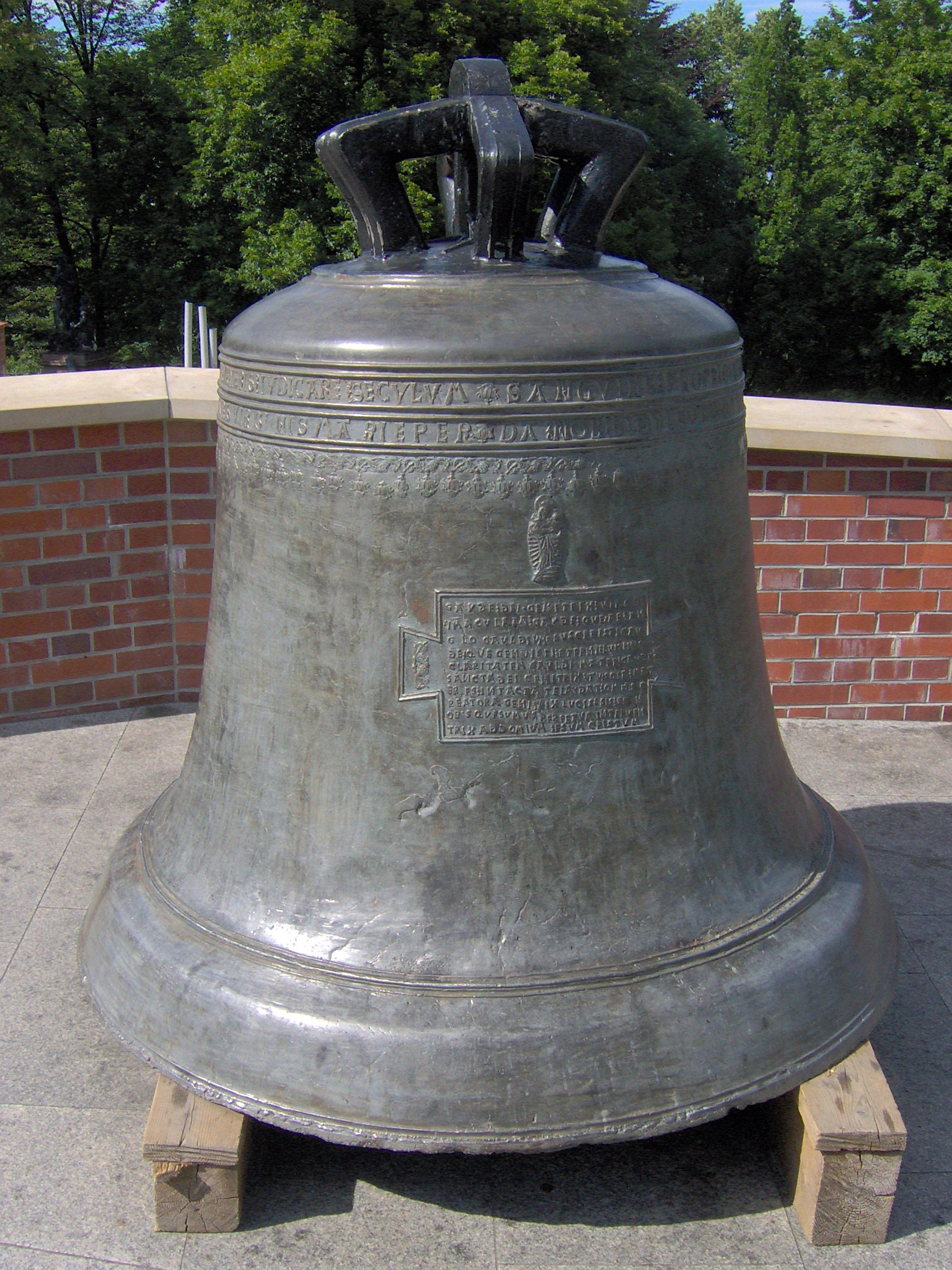
Sino

A evidência arqueológica mais antiga de sinos data do 3º milênio a.C. e remonta à cultura Yangshao da China neolítica.  Sinos de badalo feitos de cerâmica foram encontrados em vários sítios arqueológicos.  Os sinos de cerâmica mais tarde se transformaram em sinos de metal. Na Ásia Ocidental, os primeiros sinos aparecem em 1000 a.C.  Os primeiros sinos de metal, com um encontrado no sítio de Taosi e quatro no sítio de Erlitou, são datados de cerca de 2000 a.C.  Com o surgimento de outros tipos de sinos durante a Dinastia Shang (c. 1600 - c. 1050 a.C.), eles foram relegados a funções subservientes; nos locais de Shang e Zhou, eles também são encontrados como parte do equipamento de cavalos e carruagens e como sinos de coleira de cães. No século 13 a.C., sinos pesando mais de 150 kg (330 libras) estavam sendo fundidos na China. Depois de 1000 DC, o ferro se tornou o metal mais comumente usado para sinos em vez de bronze. O mais antigo sino de ferro datado foi fabricado em 1079, encontrado na província de Hubei.
Os sinos a oeste da China não atingiram o mesmo tamanho até o 2º milênio d.C. Os sinos assírios datados do século 7 a.C. tinham cerca de 4 polegadas de altura. Os sinos romanos datados dos séculos 1 e 2 d.C. tinham cerca de 8 polegadas de altura. O livro de Êxodo na Bíblia observa que pequenos sinos de ouro eram usados como ornamentos na bainha do manto do sumo sacerdote em Jerusalém.  Entre os antigos gregos, os sinos eram usados em acampamentos e guarnições e por patrulhas que circulavam para visitar sentinelas.  Entre os romanos, a hora do banho era anunciada por um sino. Eles também os usavam em casa, como ornamento e emblema, e sinos eram colocados em volta do pescoço de gado e ovelhas para que pudessem ser encontrados se se perdessem. Ainda no século 10 d.C., os sinos europeus não tinham mais de 2 pés de altura.

## Estilos de toque

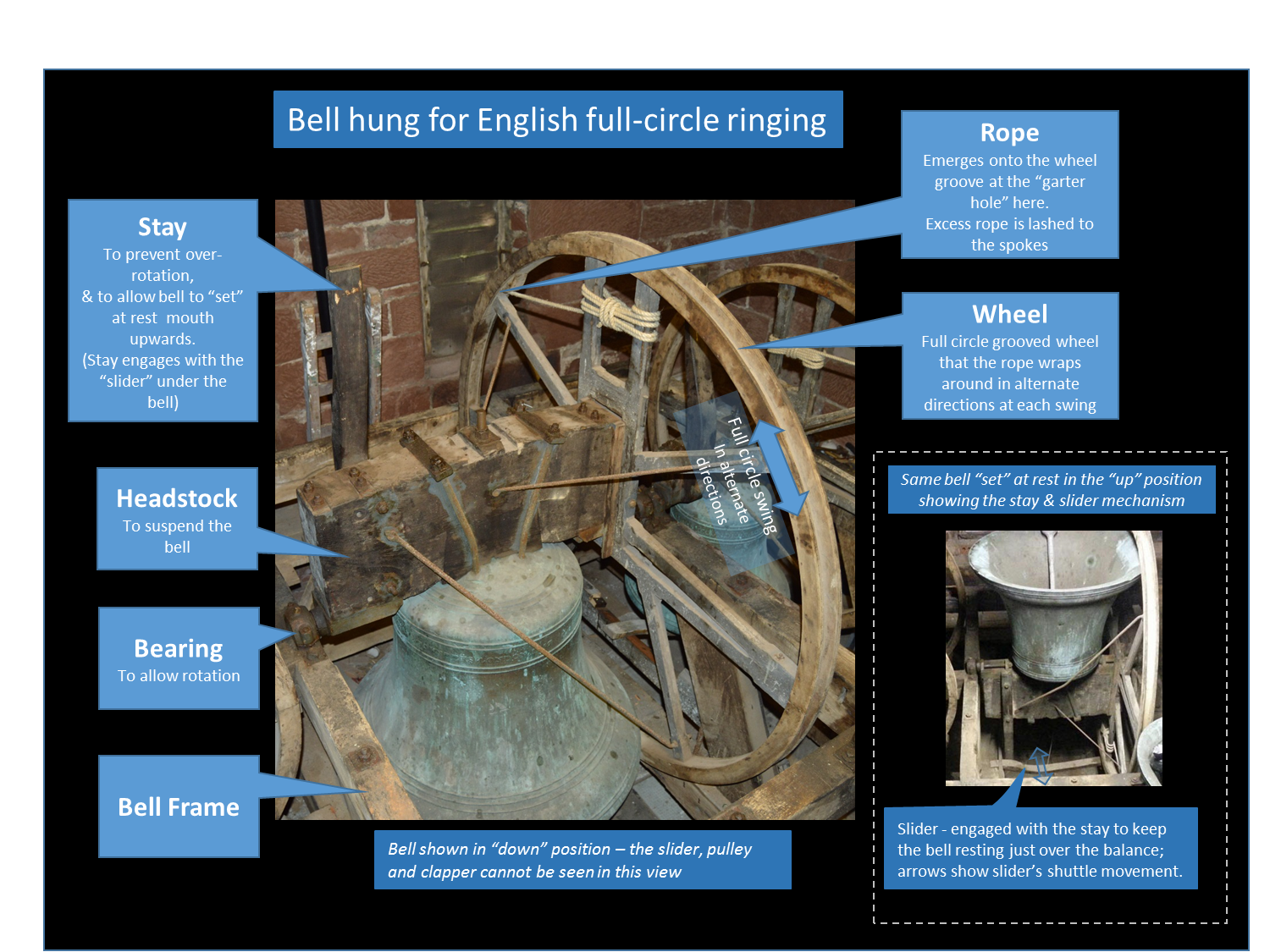
Mecanismo de um sino pendurado para toque de círculo completo em inglês. O sino pode balançar através de um círculo completo em direções alternadas.

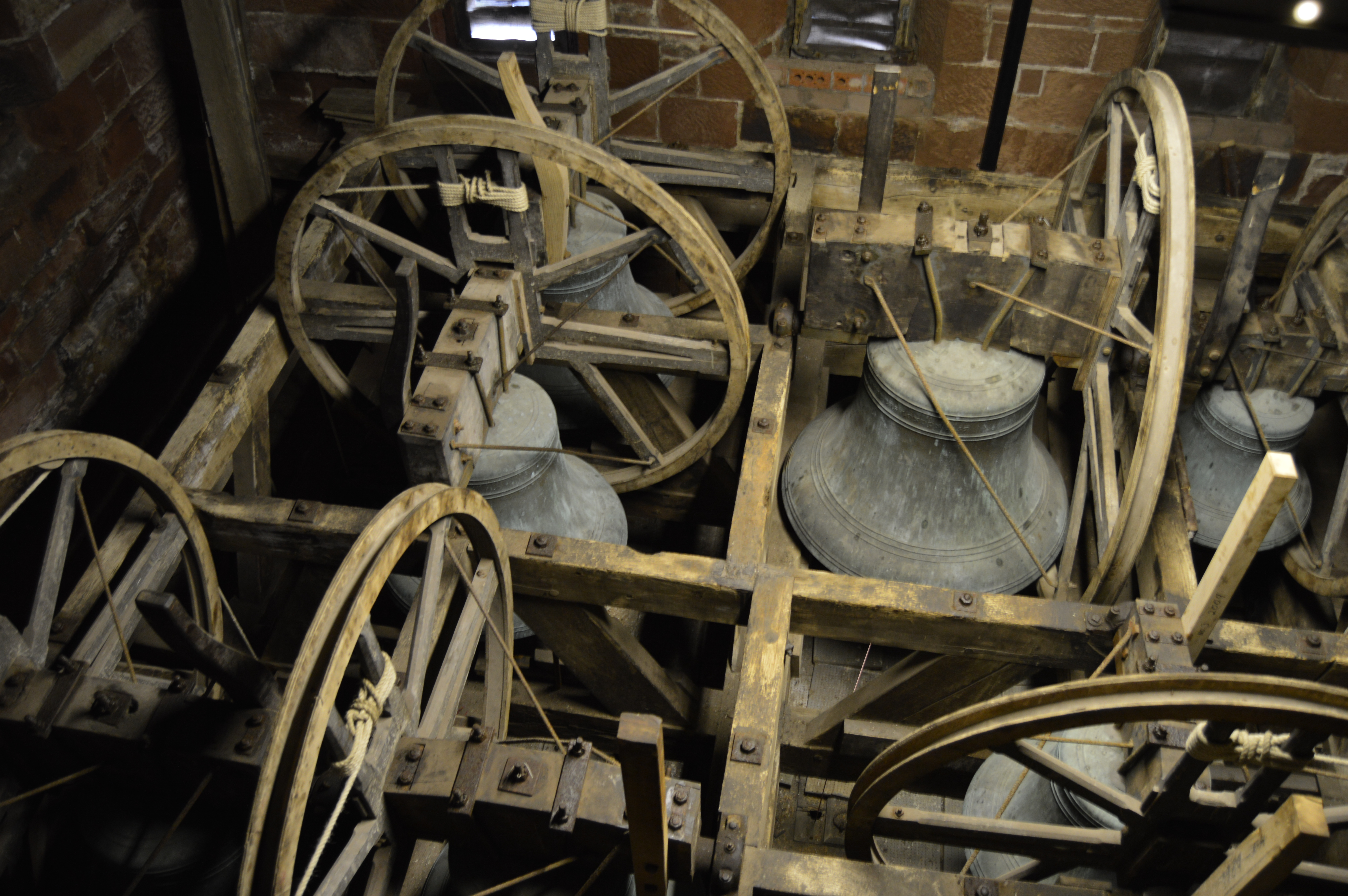
Sinos de círculo completo em inglês mostrados na posição "para baixo", na qual normalmente são deixados entre as sessões de toque.

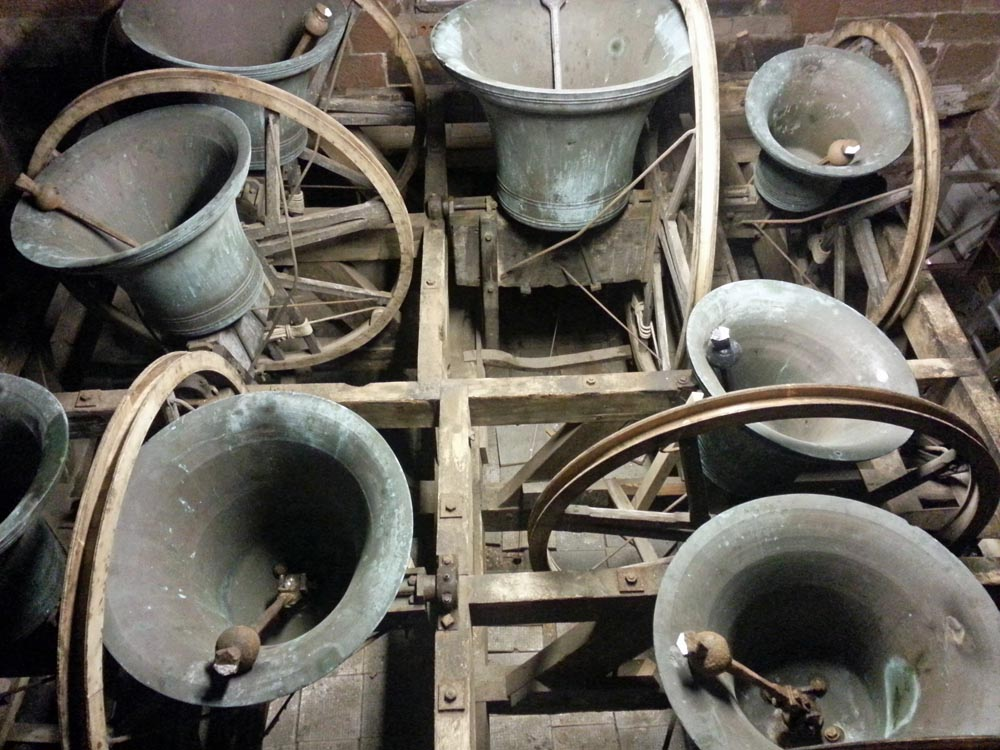
Sinos de círculo completo em inglês mostrados na posição "para cima".

No mundo ocidental, a forma comum de sino é um sino de igreja ou sino da cidade, que é pendurado dentro de uma torre ou sino de sino. Esses sinos são fixados em uma posição estática ("pendurados mortos") ou montados em uma viga (o "cabeçote") para que possam balançar para frente e para trás. Os sinos que estão pendurados mortos são normalmente tocados batendo no arco de som com um martelo ou, ocasionalmente, puxando um badalo interno contra o sino.
Onde um sino é balançado, ele pode ser balançado sobre um pequeno arco por uma corda e alavanca ou usando uma corda em uma roda para balançar o sino mais alto. À medida que o sino sobe mais alto, o som é projetado para fora e não para baixo. Sinos maiores podem ser tocados usando motores elétricos. Em alguns lugares, como a Catedral de Salzburgo, o badalo é segurado contra o arco de som com um fecho elétrico enquanto o sino sobe. O fecho liberaria o badalo para fornecer um início mais limpo ao toque. Para silenciar a campainha, o fecho prende e trava o badalo de volta no lugar.
Sinos pendurados para o toque do círculo completo são girados através de um círculo completo da boca para cima. Um suporte (o poste de madeira visto saindo quando os sinos estão abaixados) aciona um mecanismo para permitir que o sino descanse logo após seu ponto de equilíbrio. A corda é presa a um lado de uma roda para que uma quantidade diferente de corda seja enrolada para dentro e para fora enquanto balança para frente e para trás. Os sinos são controlados por toques (um para um sino) em uma câmara abaixo, que giram o sino para um círculo completo e para trás, e controlam a velocidade de oscilação quando o sino está com a boca para cima no ponto de equilíbrio quando pouco esforço é necessário.
Os sinos oscilantes são soados por um badalo interno. O badalo pode ter um período de balanço mais longo do que o sino. Nesse caso, o sino alcançará o badalo e, se tocado para ou quase um círculo completo, carregará o badalo para o lado traseiro do sino. Alternativamente, o badalo pode ter um período mais curto e alcançar o lado da frente do sino, viajar para cima com o sino parando no lado descendente. Este último método é usado no estilo inglês de toque de círculo completo.
Um carrilhão, que é um instrumento musical que consiste em pelo menos 23 sinos em forma de taça de bronze fundido, é afinado para que os sinos possam ser tocados em série para produzir uma melodia ou soados juntos para tocar um acorde. Um carrilhão tradicional é tocado batendo em um teclado de batuta com os punhos e pressionando as teclas de um teclado de pedal com os pés. As teclas ativam mecanicamente alavancas e fios que se conectam a badalos de metal que atingem o interior dos sinos, permitindo que o intérprete varie a intensidade da nota de acordo com a força aplicada à tecla.

## Uso em sinos de relógio
Os sinos também estão associados a relógios, indicando a hora pelo toque dos sinos. Sinos em torres de relógio ou torres sineiras podem ser ouvidos a longas distâncias, o que era especialmente importante na época em que os relógios eram muito caros para serem propriedade generalizada.
No caso de torres de relógio e relógios de pêndulo, uma sequência particular de tons pode ser tocada para distinguir entre a hora, meia hora, quarto de hora ou outros intervalos. Um padrão comum é chamado de "Westminster Quarters", um padrão de dezesseis notas em homenagem ao Palácio de Westminster, que o popularizou como a medida usada pelo Big Ben.

## Batismo do Sino
Na Igreja Católica, os sinos devem ser abençoados, por rito próprio, chamado "Batismo do Sino", em cerimônia reservada aos bispos. Na forma extraordinária do Rito Romano, o sino é lavado, ungido com o Óleo dos Enfermos, com o qual se traça sete cruzes na face exterior e, com o Crisma, com o qual se traça quatro cruzes na face interna. Depois, o bispo coloca timiama (Chaves informa que a palavra é de origem grega: θυμίαμα / thymíama, que, por sua vez, vem do verbo θυμιάω / thymiáō: queimar), uma mistura de diferentes tipos de incenso e mirra, no turíbulo, que é posto sob a campana, de tal forma que toda a fumaça suba para o seu interior.